# Beznunik
Beznunik o Beznunakan va ser un districte de la província històrica armènia de Tauruberan, al nord del llac Van, limitat a l'est pel llac Van; al sud pel Datvan, el Taron i el llac; a l'oest, pel Taron; i al nord pel Kori, l'Hark i l'Apahunik.
El marzban persa Fraates d'Armènia va guanyar una batalla contra l'Imperi Romà d'Orient prop de Txalkadjur, al Beznunik, l'any 590. Possessió dels Reixtuní, cap a la meitat del segle viii va passar als Bagratuní. La ciutat de Khilat va caure en mans dels musulmans per la mateixa època.